# Liste von Sakralbauten in Dortmund
Die Liste von Sakralbauten in Dortmund listet Sakralbauten von Glaubensgemeinschaften in Dortmund auf.

## Christliche Konfessionen

### Alt-Katholische Kirche
In Dortmund gibt es eine altkatholische Kirche. Sie gehört dem Katholischen Bistum der Alt-Katholiken in Deutschland an.
| Name       | Foto | Lage                                                | Bauzeit | Dekanat             | denkmalgeschützt | Bemerkungen                                                                                                |
| ---------- | ---- | --------------------------------------------------- | ------- | ------------------- | ---------------- | --- |
| St. Martin |      | Innenstadt-Ost Weißenburger Straße 23               |         | Nordrhein-Westfalen | Nein             | die Gemeinderäume wurden zugunsten der neuen Kirche in Kley aufgegeben                                     |
| St. Martin |      | Kley Kleyer Weg 89, an gleichnamiger S-Bahn-Station |         | Nordrhein-Westfalen |                  | ehemalige neuapostolische Kirche, am 11. März 2017 als altkatholische Kirche geweiht, Glockenturm geplant. |

### Römisch-katholische Kirchen
In Dortmund gibt es 63 römisch-katholischen Kirchen. Sie gehören dem Dekanat Dortmund des Erzbistums Paderborn an. Hauptkirche ist die Propsteikirche St. Johannes Baptist. Ein weiteres Kirchengebäude wurde profaniert.
| Name                        | Foto | Ortsteil                        | Bauzeit                      | Pastoralverbund oder Gesamtpfarrei   | denkmalgeschützt | Bemerkungen |
| --------------------------- | ---- | ------------------------------- | ---------------------------- | ------------------------------------ | ---------------- | --- |
| St. Albertus Magnus         |      | Nordstadt (Nähe Borsigplatz)    | 1933–1934                    | –                                    | Ja               | seit 2007 profaniert seit 2017 Umbau und Nutzung als Hotel |
| St. Aloysius                |      | Derne                           |                              | Kirche Dortmund-Nordost              | Nein             | Dient den Gottesdiensten der kroatischsprachigen Katholiken |
| St. Anna                    |      | Dortmund-West                   | 1912–1913                    | Dortmund-Mitte-Südwest               | Ja               | Dient insbesondere den Gottesdiensten der polnischsprachigen Katholiken |
| St. Antonius von Padua      |      | Brechten                        |                              | Pastoralverbund Nordwest             | Nein             | |
| St. Antonius von Padua      |      | Nordstadt                       | 1907–1908                    | Hl. Drei Könige Dortmund             | Ja               | Architekt: Ludwig Becker Schließung und Profanierung geplant |
| St. Aposteln                |      | Nordstadt                       | 1899–1900                    | Hl. Drei Könige Dortmund             | Ja               | dreischiffige neugotische Bruchstein-Basilika mit Turm; Architekt: August Menken; Hauptportal von Wilhelm Bolte; der spitze Turmhelm wurde nach der Kriegszerstörung nicht wieder errichtet Schließung und Profanierung geplant |
| St. Barbara                 |      | Dorstfeld                       | 1894–1896                    | Pastoralverbund am Revierpark        | Ja               | |
| St. Barbara                 |      | Eving                           | 1891 1905–1920               | Pastoralverbund Nordwest             | Ja               | |
| St. Benno                   |      | Benninghofen                    | 1969                         | Pfarrei St. Clara Hörde              | Nein             | |
| St. Bonifatius              |      | Innenstadt-Ost                  | 1953–1955                    | Pfarrei St. Bonifatius               | Ja               | Einbeziehung von Resten des neoromanischen Vorgängerbaus |
| St. Bonifatius              |      | Kirchderne                      | 1958                         | Kirche Dortmund-Nordost              | Nein             | |
| St. Bonifatius              |      | Lichtendorf                     | 1963                         | Pfarrei St. Ewaldi Aplerbeck         | Nein             | |
| St. Bonifatius              |      | Schüren                         | 2008                         | Pfarrei St. Ewaldi Aplerbeck         | Nein             | die alte St.-Bonifatius-Kirche an der Adelenstraße wurde 2008 abgerissen, die neue St.-Bonifatius-Kirche entstand ca. 1 km weiter im Ortskern von Schüren.                                                                      |
| St. Christopherus           |      | Huckarde                        | 1955                         | Pastoralverbund am Revierpark        | Nein             | |
| Christus unser Friede       |      | Oespel-Kley                     |                              | Pastoralverbund Dortmunder Westen    | Nein             | |
| St. Clara                   |      | Hörde                           | 1863–1865                    | Pfarrei St. Clara Hörde              | Ja               | Nachfolgekirche des Klosters Clarenberg, Nachkriegs-Glaskunst von Wilhelm Buschulte |
| St. Clemens                 |      | Brackel                         | 1912–1913                    | Pastoraler Raum Dortmund-Ost         | Ja               | |
| St. Clemens                 |      | Hombruch                        | 1870–1871                    | PV Im Dortmunder Süden               | Ja               | zunächst Filialkirche von St. Clara in Hörde |
| Heilige Dreifaltigkeit      |      | Nordstadt                       | 1898–1900                    | Hl. Drei Könige Dortmund             | Nein             | Ursprünge von Borussia Dortmund Seit 2024 Umbau zur "Fankirche" |
| St. Ewaldi                  |      | Aplerbeck                       | 1969–1971                    | Pfarrei St. Ewaldi Aplerbeck         | Nein             | |
| Heilige Familie             |      | Brünninghausen                  | 1961                         | PV Im Dortmunder Süden               | Nein             | Wird wegen des langgestreckten kurvig an das Kirchenschiff anliegenden weißen Turm auch Schwanenkirche genannt |
| Heilige Familie             |      | Marten                          |                              | Pastoralverbund Dortmunder Westen    | Ja               | |
| Ss. Franziskus und Antonius |      | Innenstadt-Ost                  | 1900–1902                    | Pfarrei St. Franziskus               | Ja               | Klosterkirche des Jordan Mai |
| St. Franziskus von Assisi   |      | Scharnhorst                     | 1973                         | Derne-Kirchderne-Scharnhorst         | Nein             | |
| St. Franziskus Xaverius     |      | Barop                           | 1931                         | PV Im Dortmunder Süden               | Nein             | |
| Heilig Geist                |      | Althoff-Block (Innenstadt-West) |                              | Propsteipfarrei St. Johannes Baptist | Nein             | Filialkirche der Propsteipfarrei St. Johannes Baptist |
| Heilig Geist                |      | Wellinghofen                    | 1941                         | Pfarrei St. Clara Hörde              | Nein             | |
| St. Georg                   |      | Hörde                           | 1951                         | Pfarrei St. Clara Hörde              | Nein             | Wird von der rumänisch-orthodoxen Kirchengemeinde genutzt |
| St. Gertrudis               |      | Nordstadt                       | 1927–1928                    | Hl. Drei Könige Dortmund             | Ja               | Basilika mit neubarocker Fassade; Glasmalerei von Wilhelm Buschulte |
| St. Kaiser Heinrich         |      | Höchsten                        | 1966                         | Pfarrei St. Clara Hörde              | Nein             | mit Glockenturm des 1966 abgerissenen Vorgängerbaus |
| Herz Jesu                   |      | Bövinghausen                    |                              | Pastoralverbund Dortmunder Westen    | Nein             | |
| Herz Jesu                   |      | Hörde                           | 1912–1914                    | Pfarrei St. Clara Hörde              | Ja               | |
| St. Immaculata              |      | Scharnhorst                     |                              | Kirche Dortmund-Nordost              | Nein             | |
| St. Johannes Baptist        |      | City                            | 1331                         | Propsteipfarrei St. Johannes Baptist | Ja               | ehemaliges Dominikaner-Kloster, Altar des Derick Baegert |
| St. Johannes Baptist        |      | Kurl                            | 1733–1738 1906 (Glockenturm) | Kirche Dortmund-Nordost              | Ja               | |
| St. Joseph                  |      | Asseln                          | 1892                         | Pastoraler Raum Dortmund-Ost         | Ja               | |
| St. Joseph                  |      | Berghofen                       | 1971                         | Pfarrei St. Clara Hörde              | Nein             | |
| St. Joseph                  |      | Kirchlinde                      | 1904–1906                    | Pastoralverbund am Revierpark        | Ja               | |
| St. Joseph                  |      | Nette                           |                              | Dortmund-Nord-West                   | Nein             | |
| St. Joseph                  |      | Nordstadt                       | 1889                         | Hl. Dreikönige Dortmund              | Nein             | neugotische dreischiffige Basilika mit Turm und Dachreiter |
| St. Karl Borromäus          |      | Dorstfeld                       | 1929                         | Pastoralverbund am Revierpark        | Ja               | |
| Heilig Kreuz                |      | Kreuzviertel                    | 1914–1916                    | Propsteipfarrei St. Johannes Baptist | Ja               | Filialkirche der Propsteipfarrei St. Johannes Baptist |
| Heilig Kreuz                |      | Rahm-Jungferntal                | 1971–1972                    | Pastoralverbund am Revierpark        | Nein             | |
| St. Laurentius              |      | Marten                          |                              | Pastoralverbund Dortmunder Westen    | Nein             | |
| St. Liborius                |      | Körne                           | 1904–1905                    | Dortmund-Mitte-Ost                   | Ja               | |
| Liebfrauen                  |      | City                            | 1880–1883                    | Dortmund-Zentrum                     | Ja               | seit 2010 teilprofaniert und zum Kolumbarium umgewandelt |
| St. Magdalena               |      | Lütgendortmund                  | 1892                         | Pastoralverbund Dortmunder Westen    | Ja               | |
| Maria Heimsuchung           |      | Bodelschwingh                   |                              | Pastoralverbund Dortmund-Nord-West   | Nein             | |
| Maria Königin               |      | Eichlinghofen                   | 1960–1961                    | PV Im Dortmunder Süden               | Nein             | |
| St. Marien                  |      | Obereving                       |                              | Pastoralverbund Dortmund-Nord-West   | Nein             | |
| St. Marien                  |      | Sölde                           |                              | Pfarrei St. Ewaldi Aplerbeck         | Nein             | |
| St. Martin                  |      | Gartenstadt-Nord                |                              | Dortmund-Mitte-Ost                   | Nein             | |
| St. Meinolfus               |      | Wambel                          | 1956–1957                    | Dortmund-Mitte-Ost                   | Nein             | |
| St. Michael                 |      | Lanstrop                        | 1912–1913                    | Kirche Dortmund-Nordost              | Ja               | |
| St. Michael                 |      | Nordstadt                       | 1912–1914                    | Hl. Drei Könige Dortmund             | Ja               | Architekt: Josef Franke; Glasmalerei von Walter Klocke Schließung und Profanierung geplant |
| St. Nikolaus von Flüe       |      | Neuasseln                       |                              | Pastoraler Raum Dortmund-Ost         | Nein             | |
| St. Norbert                 |      | Löttringhausen                  | 1973                         | PV Im Dortmunder Süden               | Nein             | Gemeindezentrum und Filialkirche von St. Patrokli Kirchhörde |
| St. Patrokli                |      | Kirchhörde                      | 1952                         | PV Im Dortmunder Süden               | Nein             | |
| St. Petrus Canisius         |      | Husen                           |                              | Kirche Dortmund-Nordost              | Nein             | |
| St. Remigius                |      | Mengede                         |                              | Dortmund-Nord-West                   | Nein             | |
| St. Stephanus               |      | Deusen                          | 1926–1927                    | Pastoralverbund am Revierpark        | Nein             | Campanile wurde in späterer Zeit errichtet |
| St. Suitbert                |      | Dortmund-West                   |                              | Dortmund-Mitte-Südwest               | Nein             | Filialkirche der Propsteipfarrei St. Johannes Baptist Dient insbesondere den Gottesdiensten der spanischsprachigen Katholiken                                                                                                   |
| St. Urbanus                 |      | Huckarde                        | 1200–1250 1899               | Pastoralverbund am Revierpark        | Ja               | |
| Vom göttlichen Wort         |      | Wickede                         |                              | Pastoraler Raum Dortmund-Ost         | Nein             | |

### Evangelische Kirche
| Name                                                      | Bild                             | Stadtteil        | Errichtung                                       | denkmalgeschützt | Träger                                                    | Bemerkungen |
| --------------------------------------------------------- | -------------------------------- | ---------------- | ------------------------------------------------ | ---------------- | --------------------------------------------------------- | --- |
| St. Peter zu Syburg                                       |                                  | Syburg           | 776                                              |                  | Ev. Kirchengemeinde Syburg – Auf dem Höchsten             | ältester Sakralbau auf Dortmunder Stadtgebiet |
| Heliandkirche (Dortmund)                                  |                                  | Innenstadt-Ost   | 1932–33                                          |                  | Evangelische Kirchengemeinde St. Reinoldi Dortmund        | |
| St. Reinoldi                                              |                                  | Innenstadt-West  | 1233–1452                                        |                  | Evangelische Kirchengemeinde St. Reinoldi Dortmund        | Größte und zentrale Dortmunder Stadtkirche |
| Marienkirche                                              |                                  | Innenstadt-West  | 12. Jahrhundert                                  |                  | Ev. Kirchengemeinde St. Marien Dortmund                   | Marienaltar des Conrad von Soest |
| St.-Petri-Kirche                                          |                                  | Innenstadt-West  | 1322–1523                                        |                  | Ev. Petri-Nicolai-Gemeinde Dortmund                       | Goldenes Wunder von Westfalen (Antwerpener Retabel) |
| Nicolaikirche                                             |                                  | Innenstadt-West  | 1929–1930                                        |                  | Ev. Petri-Nicolai-Gemeinde Dortmund                       | Sakralbau im Stil des Neuen Bauens aus Glas und Beton, Architekten: Karl Pinno und Peter Grund |
| Paul-Gerhardt-Kirche                                      |                                  | Innenstadt-Ost   | 1948–1950                                        |                  | Evangelische Paul-Gerhardt-Gemeinde Dortmund              | sogenannte Notkirche aus dem Notkirchenprogramm des Architekten Otto Bartning |
| Lutherzentrum                                             |                                  | Innenstadt-Nord  | um 1905, 1960er Jahre                            |                  | Evangelische Lydia-Gemeinde Dortmund                      | Von der historistischen Lutherkirche (Architekt: Ernst Marx) blieb nach schweren Kriegsschäden nach Beseitigung der Ruine nur der Turm erhalten. In den 1960er Jahren wurde leicht versetzt ein Gemeindezentrum gebaut. Turm 2023 wegen fehlender Finanzierung zur Behebung der Schäden abgerissen. |
| Evangelische Immanuel-Kirche Marten                       |                                  | Marten           | 1906–1908                                        |                  | Evangelische Elias-Kirchengemeinde Dortmund               | unter Denkmalschutz, Architekt: Arno Eugen Fritsche, 1982–1988 restauriert, sehenswerte Ausmalung |
| Evangelische Kirche Dorstfeld                             |                                  | Dorstfeld        | 1900–1904                                        |                  |                                                           | Architekt: Arno Eugen Fritsche. Die Kirche wurde entwidmet und wird zu verschiedenen Zwecken genutzt |
| Evangelische Martinskirche Dortmund                       |                                  | Innenstadt-West  | 1968                                             |                  | Ev. Petri-Nicolai-Gemeinde Dortmund                       | als Ersatz für die Martinskapelle von 1901, die wiederum Pate für die abgegangene mittelalterliche Martinikapelle im Innenstadtgebiet stand, Architekt: Gerhard Langmaack |
| Evangelische Kirche Wellinghofen                          |                                  | Wellinghofen     | 1902                                             |                  | Evangelische Kirchengemeinde Wellinghofen                 | Architekt: Gustav Mucke |
| Alte Kirche Wellinghofen                                  |                                  | Wellinghofen     | 9. Jahrhundert                                   |                  | Evangelische Kirchengemeinde Wellinghofen                 | Patronatskirche der Familie von Romberg, Umbau und Erweiterung des Chores 1903–1907 von Gustav Mucke |
| St.-Margareta-Kirche                                      |                                  | Eichlinghofen    | 12. Jahrhundert                                  |                  | Ev. Kirchengemeinde Dortmund-Südwest                      | Westfälische Hallenkirche, Alberti-Orgel von 1750 |
| St.-Johann-Baptist-Kirche                                 |                                  | Brechten         | 1250                                             |                  | Ev. Kirchengemeinde Brechten                              | |
| Lutherkirche                                              |                                  | Barop            | 1912–1913                                        |                  | Ev. Kirchengemeinde Dortmund-Südwest                      | Architekt: Gustav Mucke, Jugendstil-Innenraum ursprünglich nach den Vorgaben des Eisenacher Regulativs, erlitt keine Kriegszerstörung, wurde allerdings 1970 erheblich verändert und alle Jugendstilelemente entfernt                                                                               |
| Margarethenkapelle                                        |                                  | Barop            | 13. Jahrhundert                                  |                  | Ev. Kirchengemeinde Dortmund-Südwest                      | Filialkirche der Reinoldikirche, unter Denkmalschutz, Glocken vom Bochumer Verein |
| Patrokluskirche                                           |                                  | Kirchhörde       | 10. Jahrhundert 1789                             |                  | Evangelische Philippus-Kirchengemeinde Dortmund           | auch genannt „Klein-Reinoldi“, Taufstein aus dem Jahre 1540 |
| Pauluskirche                                              |                                  | Innenstadt-Nord  | 1892–1894                                        |                  | Evangelische Lydia-Gemeinde Dortmund                      | Architekt: Karl Doflein, Turm und Westfassade unter Denkmalschutz |
| St.-Remigius-Kirche                                       | Sankt-Remigius-Kirche in Mengede | Mengede          | 1250                                             |                  | Evangelische Noah-Gemeinde Dortmund                       | |
| Ev. Luisenkirche                                          | Ev. Luisenkirche in Westerfilde  | Westerfilde      | 1909                                             |                  | Evangelische Noah-Gemeinde Dortmund                       | |
| Evangelische Kirche Dortmund-Oespel                       |                                  | Oespel           | 1901–1902                                        |                  | Evangelische Elias-Gemeinde Dortmund                      | |
| Dionysiuskirche Kirchderne                                |                                  | Kirchderne       | Anfang 13. Jahrhundert                           |                  | Evangelische Friedensgemeinde Dortmund                    | unter Denkmalschutz |
| Evangelische Kirche Wickede                               |                                  | Wickede          | 1250                                             |                  | Evangelische Kirche Dortmund-Wickede                      | unter Denkmalschutz |
| Evangelische Kirche Dortmund-Husen                        |                                  | Husen            | 1907–1908                                        |                  | Evangelische Friedensgemeinde Dortmund                    | Architekt: Gustav Mucke, unter Denkmalschutz |
| Evangelische Auferstehungskirche Dortmund-Scharnhorst     |                                  | Scharnhorst      | 1912                                             |                  | Evangelische Kirche Dortmund-Scharnhorst                  | 1943 zerstört, 1956 wiederaufgebaut |
| Evangelische Kirche Dortmund-Wambel                       |                                  | Wambel           |                                                  |                  | Evangelische Kirchengemeinde St. Reinoldi Dortmund        | |
| Evangelische Kirche Brackel                               |                                  | Brackel          | 1190–1200                                        |                  | Evangelische Kirche Dortmund-Brackel                      | unter Denkmalschutz, erste evangelische Kirche in Dortmund |
| Georgskirche                                              |                                  | Aplerbeck        | 1147 Erste Erwähnung                             |                  | Evangelische Georgs-Kirchengemeinde Dortmund              | |
| Große Kirche an der Märtmannstraße                        |                                  | Aplerbeck        | 1867–1869                                        |                  | Evangelische Georgs-Kirchengemeinde Dortmund              | |
| Evangelisches Gemeindezentrum Mark                        |                                  | Aplerbecker Mark | 1955                                             |                  | Evangelische Georgs-Kirchengemeinde Dortmund, Bezirk Mark | |
| Lutherkirche Dortmund-Hörde                               |                                  | Hörde            | 1886–1889                                        |                  | Ev. Kirchengemeinde Hörde                                 | Architekt: Peter Zindel nach Kriegszerstörung wurde der Innenraum komplett umgestaltet |
| Adventkirche Dortmund-Hörde                               |                                  | Hörde            | 1953                                             |                  |                                                           | 2008 entwidmet und vollständig umgebaut |
| Evangelische Kirche am Markt                              |                                  | Hombruch         | 1896, nach 1945                                  |                  | Evangelische Kirchengemeinde Dortmund-Südwest             | Von der im Zweiten Weltkrieg zerstörten Kirche wurde nur der Turm verändert instand gesetzt und in den modernen Wiederaufbau einbezogen. |
| Evangelische Kirche Dortmund-Brünninghausen               |                                  | Renninghausen    |                                                  |                  | Evangelische Philippus-Kirchengemeinde Dortmund           | |
| Christuskirche Dortmund-Löttringhausen                    |                                  | Löttringhausen   |                                                  |                  | Evangelische Philippus-Kirchengemeinde Dortmund           | |
| Evangelische Melanchthonkirche                            |                                  | Innenstadt-Ost   |                                                  |                  | Evangelische Kirchengemeinde St. Reinoldi Dortmund        | |
| Bartholomäuskirche Lütgendortmund                         |                                  | Lütgendortmund   | 1829–1834                                        |                  | Evangelische Christusgemeinde Dortmund                    | |
| Katharinenkirche Bövinghausen                             |                                  | Bövinghausen     |                                                  |                  | Evangelische Christusgemeinde Dortmund                    | |
| Lutherkirche (Asseln)                                     |                                  | Asseln           | wahrscheinlich 13. Jahrhundert 1904–1906 (Umbau) |                  | Ev. luth. Kirchengemeinde Dortmund-Asseln                 | Architekt: Gustav Mucke; Außenbau Historismus, Innenausmalung Jugendstil; unter Denkmalschutz |
| Kapelle Wischlingen                                       |                                  | Wischlingen      | 1783                                             |                  |                                                           | Im Besitz der Stadt Dortmund |
| Kreuzkirche Berghofen                                     |                                  | Berghofen        | 1929                                             |                  | Ev. Kirchengemeinde Syburg – Auf dem Höchsten             | |
| Evangelische Kirche Bodelschwingh                         |                                  | Bodelschwingh    | 1312                                             |                  | Evangelische Noah-Gemeinde Dortmund                       | |
| Evangelische Kirche St. Johannes der Täufer (Lindenhorst) |                                  | Lindenhorst      | Kirchenschiff von 1911–13                        |                  |                                                           | Von der im 13. Jh. erbauten Kirche ist nur der alte Wehrturm erhalten. Das Kirchenschiff stammt aus dem Jahre 1911–13 vom Architekt: Gustav Mucke; 2013 wurde die Kirche entwidmet. Zurzeit befindet sich der Kirchturm in einen baulich schlechten Zustand und ist auf Spendengelder angewiesen.   |

### Freikirchen
| Name                    | Standort                            | Bauzeit | Besonderheiten                                  | Abbildung                            |
| ----------------------- | ----------------------------------- | ------- | ----------------------------------------------- | ------------------------------------ |
| Christuskirche Dortmund | Feldherrnstraße 11 44147 Dortmund   | 1926    | Evangelisch-freikirchliche Gemeinde (Baptisten) |                                      |
| Gemeinde am Hellweg     | Körner Hellweg 6 44143 Dortmund     |         | Freie evangelische Gemeinde                     | Freie evangelische Gemeinde Dortmund |
| Auferstehungskirche     | Preußische Straße 96 44339 Dortmund |         | Evangelisch-freikirchliche Gemeinde (Baptisten) |                                      |
| Adventgemeinde          | Eintrachtstraße 55 44139 Dortmund   |         | Siebenten-Tags-Adventisten                      |                                      |
| Trinitatisgemeinde      | Eintrachtstraße 53 44139 Dortmund   |         | Selbständige Evangelisch-Lutherische Kirche     |                                      |

### Orthodoxe Kirchen
In Dortmund hat die 1994 gegründete Kommission der Orthodoxen Kirche in Deutschland ihren Sitz.
| Name                                          | Standort                   | Bauzeit   | Besonderheiten | Bild                                           |
| --------------------------------------------- | -------------------------- | --------- | --- | ---------------------------------------------- |
| Die Heiligen Apostel                          | Luisenstraße               |           | Griechisch-orthodoxe Kirche, ehemalige Notkirche der evangelischen Kirchengemeinde St. Petri                                                                           | Heilige Apostel                                |
| Kyril und Methodi                             | Husener Eichwaldstraße 255 |           | Mazedonisch-Orthodoxe Kirche Das Kirchengebäude ist eine ehemalige neuapostolische Kirche. Ein Neubau im historisierenden byzantinischen Stil entstand direkt daneben. |                                                |
| Gemeinde zu Ehren der Heiligen Dreifaltigkeit | Flurstraße 39              |           | Russisch-Orthodoxe Kirche | Befindet sich im Gemeindehaus der Lutherkirche |
| Heiliger Luka                                 | Kley Engelbertstraße 5     | 1906–1907 | Serbisch-Orthodoxe Kirche, das ehemals römisch-katholische Kirchengebäude steht unter Denkmalschutz                                                                    |                                                |

### Apostolische Kirchen

#### Katholisch-apostolische Gemeinde
| Name                             | Standort                  | Bauzeit | Besonderheiten | Bild                             |
| -------------------------------- | ------------------------- | ------- | -------------- | -------------------------------- |
| katholisch-apostolische Gemeinde | Dortmund Westfalendamm 70 |         |                | Katholisch-apostolische Gemeinde |

#### Neuapostolische Kirche
Die 29 Stadtgemeinden der Neuapostolischen Kirche gehören zum Bezirk Dortmund, der noch 10 weitere Gemeinden im Dortmunder Umland umfasst.
| Name                                   | Ortsteil       | Standort                | Bauzeit                                        | Besonderheiten                                                                                               | Abbildung                         |
| -------------------------------------- | -------------- | ----------------------- | ---------------------------------------------- | --- | --------------------------------- |
| neuapostolische Kirche Aplerbeck-Mitte | Aplerbeck      | Ruinenstraße 5          | Abriss März 2012, Neubau 2013 fertig gestellt. | | Aplerbeck-Mitte                   |
| neuapostolische Kirche Aplerbeck-Nord  | Aplerbeck      | Aplerbecker Straße 328  |                                                | | Aplerbeck-Nord                    |
| neuapostolische Kirche                 | Asseln         | Pröbstingkamp 20        |                                                | Profaniert, beherbergt seit 2014 eine Kindertagesstätte.                                                     | Asseln                            |
| neuapostolische Kirche                 | Brackel        | Brackeler Hellweg 186   |                                                | | Brackel                           |
| neuapostolische Kirche                 | Benninghofen   | Benninghofer Straße 183 |                                                | | Benninghofen                      |
| neuapostolische Kirche                 | Bodelschwingh  | Bermesdicker Straße 6   |                                                | |                                   |
| neuapostolische Kirche                 | Eichlinghofen  | Baroper Straße 349      |                                                | Kirchweihe: 9. Juni 1960, Profanierung und Aufhebung der Gemeinde: 9. Juni 2013                              | Eichlinghofen                     |
| neuapostolische Kirche                 | Eving          | Evinger Straße 247      |                                                | |                                   |
| neuapostolische Kirche                 | Brechten       | Heitkampstraße 20       |                                                | |                                   |
| neuapostolische Kirche                 | Hombruch       | Am Hombruchsfeld 25     |                                                | | Hombruch                          |
| neuapostolische Kirche                 | Dorstfeld      | Trippestraße 23         |                                                | |                                   |
| neuapostolische Kirche                 | Hostedde       | Hostedder Straße 31     |                                                | aufgelöst, Gebäude steht zum Verkauf                                                                         | Hostedde                          |
| neuapostolische Kirche                 | Hörde          | Franz-Hitze-Straße 19   |                                                | | Neuapostolische Kirche in Hörde   |
| neuapostolische Kirche                 | Kirchderne     | Im Karrenberg 97        |                                                | | Kirchderne                        |
| neuapostolische Kirche                 | Kirchhörde     | Kirchhörder Straße 217  |                                                | | Kirchhörde                        |
| neuapostolische Kirche                 | Kirchlinde     | Am Wemphof 64           |                                                | | Neuapostolische Kirche Kirchlinde |
| neuapostolische Kirche                 | Kley           | Kleyer Weg 89           |                                                | Gemeinde aufgegeben und 2015 nach längerem Leerstand an die Altkatholische Kirchengemeinde Dortmund verkauft | Neuapostolische Kirche Kley       |
| neuapostolische Kirche                 | Lanstrop       | Lanstroper Straße 118   |                                                | | Lanstrop                          |
| neuapostolische Kirche                 | Lichtendorf    | Eichholzstraße 13       |                                                | |                                   |
| neuapostolische Kirche                 | Lütgendortmund | Flaspoete 3             |                                                | | Lütgendortmund                    |
| neuapostolische Kirche Dortmund-Marten | Marten         | Altenrathstraße 8       | 1952–1953 1995–1997 (Renovierung)              | | Marten                            |
| neuapostolische Kirche                 | Mengede        | Dörwerstraße 40         |                                                | |                                   |
| neuapostolische Kirche                 | Oestrich       | Westheide 74            |                                                | |                                   |
| neuapostolische Kirche                 | Scharnhorst    | Westholz 76             |                                                | | Scharnhorst                       |
| neuapostolische Kirche                 | Schüren        | Niergartenstraße 22     |                                                | | Neuapostolische Kirche in Schüren |
| neuapostolische Kirche                 | Sölde          | Sölder Kirchweg 198     |                                                | | Sölde                             |
| neuapostolische Kirche                 | Innenstadt-Ost | Westfalendamm 74        |                                                | Gemeinde ist aufgegeben. Gebäude steht zur Vermietung bzw. zum Verkauf                                       |                                   |
| neuapostolische Kirche                 | Wambel         | Kirschbaumweg 25        |                                                | |                                   |
| neuapostolische Kirche                 | Wickede        | Bockumweg 14            |                                                | | Wickede                           |

## Judentum
In Dortmund gibt es eine Synagoge. Der derzeitige Rabbiner ist orthodox ausgerichtet. die Gemeinde versteht sich als Einheitsgemeinde.
| Name                                                | Foto | Lage                                         | Bauzeit | Landesverband                                             | denkmalgeschützt |
| --------------------------------------------------- | ---- | -------------------------------------------- | ------- | --------------------------------------------------------- | ---------------- |
| Synagoge der Jüdischen Kultusgemeinde Groß-Dortmund |      | Innenstadt-Ost Prinz-Friedrich-Karl-Straße 9 |         | Landesverband der Jüdischen Gemeinden von Westfalen-Lippe | Nein             |

## Islam
| Name                                                    | Verband / Träger                               | Straße                                   | Stadtbezirk     | Sprachen/Anmerkungen | Foto                            |
| ------------------------------------------------------- | ---------------------------------------------- | ---------------------------------------- | --------------- | --- | ------------------------------- |
| Abu Bakr Moschee                                        | Islamischer Bund Dortmund e. V.                | Carl-Holtschneider-Straße 8a             | Innenstadt-Nord | Arabisch, Deutsch; deutschsprachiger Muslimkreis; Sprachkurse, zum Beispiel Deutsch für Migranten, Arabisch, bei Bedarf angeboten; Frauen- und Mädchengruppen; Hausaufgabenhilfe; Moscheeführungen auf Anfrage; Dortmunder Islam-Seminar (Trägerkreis), Dortmunder Kontaktgruppe der Kirchen mit Moscheevereinen, interreligiöses Gebet (Trägerkreis), Teilnahme an interkulturellen Veranstaltungen, zum Beispiel AWO-Kulturkarawane |                                 |
| Al-Fath Moschee                                         | Verein der Kulturfreunde e. V.                 | Mallinckrodtstraße 186a                  | Innenstadt-Nord | Arabisch, später in Deutsch; Sprachkurse, Hausaufgabenhilfe, muttersprachlicher Unterricht für Kinder |                                 |
| Alevi Hünkar Bektas Cemevi                              | Alevitische Gemeinde e. V.                     | Bayrische Straße 113                     | Eving           | Deutsch, Türkisch, Kurdisch, Zaza |                                 |
| Ali-Moschee                                             | Marokkanischer Elternverein e. V.              | Zimmerstraße 27b                         | Innenstadt-Nord | Arabisch, Berbisch |                                 |
| Anadolu Camii                                           | IGMG                                           | Scheffelstraße 19                        | Innenstadt-Nord | |                                 |
| Assunah-Moschee                                         | Marokkanisch-islamische Begegnungsstätte e. V. | Schüruferstraße 256                      | Aplerbeck       | Arabisch |                                 |
| Ayasofya Camii                                          | DITIB                                          | Wambeler Holz 70                         | Scharnhorst     | Türkisch; Zusammenarbeit mit Siegfried-Drupp-Grundschule, Westholz-Grundschule, evangelischen und katholischen Kirchengemeinden: Sprachkurs, Sommerfest, Einschulungsfeier |                                 |
| Borsigplatz Gençler Birligi                             | DITIB                                          | Oestermärsch 39                          | Innenstadt-Nord | |                                 |
| Bosnische Moschee                                       | ViGB e. V.                                     | Derner Straße 96                         | Eving           | Bosnisch; Sportverein Sarajevo Bosna/Fußball |                                 |
| D.I.T.I.B.-Zentral-Moschee Dortmund / Merkez Büyük Cami | DITIB                                          | Kielstraße 12                            | Innenstadt-Nord | Türkisch; Mitarbeit in der Kontaktgruppe Kirchen und Moscheevereine, Dortmunder Islam-Seminar (Trägerkreis), beim interreligiösen Gebet, bei Straßenfesten etc. |                                 |
| Eyüp Sultan Camii                                       | ATIB                                           | Haydnstraße 66                           | Innenstadt-Nord | Türkisch, Arabisch | Etüp Sultan Moschee             |
| Hidajeti Moschee – Albanische Moschee                   | UIAZD                                          | Bornstraße 111a                          | Innenstadt-Nord | Albanisch, Bosnisch, Arabisch |                                 |
| Huckarde Camii                                          | VIKZ                                           | Parsevalstraße 156                       | Huckarde        | Türkisch |                                 |
| Ibadullah Camii                                         | DITIB                                          | Altenderner Straße 63                    | Scharnhorst     | Türkisch, Türkischer Islam Kultur Verein e. V. |                                 |
| IGMG Mengede                                            | IGMG                                           | Dörwerstraße 5                           | Mengede         | |                                 |
| Imam I Azam                                             | IGMG                                           | Altenderner Straße 10                    | Scharnhorst     | |                                 |
| Islamisch Marokkanisches Zentrum                        |                                                | Hirtenstraße 17                          | Innenstadt-Nord | |                                 |
| Islamischer Kulturverein                                |                                                | Leostraße 20                             | Hombruch        | |                                 |
| Kocatepe Camii                                          | DITIB                                          | Schlosserstraße 45                       | Innenstadt-Nord | Türkisch; Jugend/Fußballverein, Mitarbeit im Gesprächskreis Borsigplatz, Mitarbeit bei der interreligiösen Einschulungsfeier der Oesterholz-Grundschule |                                 |
| Merkez Efendi Moschee                                   | VIKZ                                           | Burgholzstraße 41                        | Innenstadt-Nord | Türkisch; interreligiöser Dialog |                                 |
| Mescidi Küba                                            | DITIB                                          | Leostraße 23                             | Hombruch        | Türkisch; wöchentliche Besuche des Hocas im Gefängnis und in Krankenhäusern, gegenseitige Besuche mit den Nachbarkirchengemeinden |                                 |
| Mevlana Camii                                           | DITIB                                          | Hansemannstraße 92                       | Mengede         | Türkisch; Sprachkurse, Fußballverein: SC Osmanlispor Mengede |                                 |
| nur Moschee / Islamski-Centar-Dortmund                  |                                                | Haydnstraße 21                           | Innenstadt-Nord | Mazedonisch-Bosnisch |                                 |
| Osman Gazi Camii                                        | DITIB                                          | Rahmer Straße 116                        | Huckarde        | |                                 |
| Selimiye Camii                                          | DITIB                                          | Hessische Straße 1/Oberevinger Straße 10 | Eving           | Türkisch; | Minaret der Eving Selimiye Cami |
| Sultan Ahmet Camii                                      | DITIB                                          | Hermannstraße 132                        | Hörde           | Türkisch; Zusammenarbeit mit dem Sportverein: Deutsch-Türkische Freundschaft (Genclerbirligi Dortmund-Hörde) |                                 |
| Sultan Ahmet Camii                                      | DITIB                                          | Ofenstraße 3a                            | Innenstadt-West | |                                 |
| Takwa Moschee                                           |                                                | Oesterholzstraße 8                       | Innenstadt-Nord | |                                 |
| Türkisches Bildungszentrum                              |                                                | Westhoffstraße 22                        | Innenstadt-Nord | |                                 |
| Ulu Camii                                               | DITIB                                          | Gründlingsweg 1                          | Eving           | Türkisch; Sprachkurse, Jugendlokal |                                 |
| Wali e. V.                                              |                                                | Krückenweg 70                            | Hombruch        | |                                 |
| Yeni Camii                                              | VIKZ                                           | Bachstraße 5–7                           | Innenstadt-Nord | Türkisch; Kontaktgruppe Kirchen und Moscheevereine, Vorbereitungskreis interreligiöses Gebet, Dortmunder Islam-Seminar |                                 |
| Yeni Camii                                              | VIKZ                                           | Bergstraße 33                            | Eving           | Türkisch |                                 |

## Andere Glaubensgemeinschaften
| Name              | Stadtteil | Errichtung | Träger                                                      | Bemerkungen                          | Bild |
| ----------------- | --------- | ---------- | ----------------------------------------------------------- | ------------------------------------ | ---- |
| Wat Dhammabharami | Kley      |            | Thailändisch-Deutscher Kulturverein Wat Dhammabharami e. V. | Thailändischer Buddhistischer Tempel |      |
| Sivan Tempel      | Hombruch  |            | Sivan Tempel Dortmund e. V. Hindu Temple Dortmund           | Hinduistischer Tempel                |      |